# Піскун Едуард Олександрович
Едуард Олександрович Піскун (нар. 1 січня 1967, Жданов, УРСР) — радянський, український та російський футболіст, півзахисник та нападник.

## Кар'єра гравця
Вихованець ДЮСШ міста Золотоноші Черкаської області, перший тренер В. С. Гаврилюк. З 1984 по 1985 рік грав за харківський «Маяк», в 62 матчах забив 4 м'ячі. Сезон 1986 року розпочав у севастопольській «Атлантиці», за яку провів 13 зустрічей і забив 4 м'ячі. З літа 1986 по 1987 рік захищав кольори київського СКА, в 57 іграх відзначився 6 м'ячами.
З 1988 по 1989 рік провів 82 матчі і забив 11 м'ячів за севастопольську «Чайку», потім зіграв 11 зустрічей і забив 2 м'ячі за запорізький «Металург», після чого перейшов до харківського «Металіста», в складі якого перебував до кінця року, проте жодного разу на полн не виходив.
Сезон 1990 роки знову почав у «Чайці», в 19 іграх забив 4 м'ячі, після чого знову поповнив ряди «Металурга», за який провів 7 матчів. У 1991 році виступав за «Таврію», зіграв 27 зустрічей, в яких відзначився 1 голом.
З 1992 по 1993 рік грав за охтирський «Нафтовик», в складі якого дебютував у Вищій лізі України, де провів 17 матчів і забив 1 м'яч. Всього за «Нафтовик» в той період зіграв 77 зустрічей, в яких забив 14 м'ячів, у чемпіонаті та першості, і ще взяв участь у 6 матчах Кубка України.
На початку 1994 року поповнив ряди «КАМАЗа», проте в складі не закріпився, зіграв лише 2 зустрічі у Вищій лізі Росії, після чого повернувся в «Нафтовик», де потім виступав до 1995 року, провівши за цей час 38 матчів і забивши 5 м'ячів у першості, і ще 1 раз зігравши у Кубку.
Сезон 1995/96 років провів у клубі «Зірка-НІБАС», взяв участь в 24 іграх чемпіонату і 4 поєдинках Кубка України. Влітку 1996 року поповнив ряди «Кубані», у складі якої зіграв 13 матчів за основу, і ще взяв участь в 6 зустрічах, в яких забив 3 м'ячі, за «Кубань-д» у Третій лізі.
У 1997 році захищав кольори вінницької «Ниви», провів 19 ігор в першості і 4 матчі, в яких забив 2 голи, в Кубку. На початку 1998 року перейшов до бершадської «Ниви», де зіграв 15 зустрічей і забив 1 м'яч, після чого повернувся до Вінниці, в складі якої провів ще 9 поєдинків у першості і 1 гру в Кубку України.
На початку 1999 року поповнив ряди «Папірника», в 11 матчах забив 1 м'яч, а потім влітку перейшов у клуб «Система-Борекс», за яку провів 15 ігор і забив 1 м'яч у першості, і ще 4 зустрічі зіграв у Кубку. У 2000 році виступав за роменський «Електрон», провів 21 матч.

## Сім'я
Син Владислав теж футболіст.